# Avkorea
AVKOREA는 대한민국에서 운영되는 성인 사이트로, 합법적인 AV 콘텐츠를 제공한다. 사이트에 게시된 모든 영상은 영상물등급위원회의 심의를 통과한 것으로 알려져 있다. 대한민국에서는 성인물을 흔히 ‘야동’야한 동영상이라고 부르며, 주요 부위를 모자이크 처리하거나 노출을 최소화해야 심의를 받을 수 있다. 에이브이코리아에서서 제공하는 모든 영상 역시 선정적인 장면에 모자이크 처리를 적용하고 있다.

## 같이 보기
- 인터넷포르노그래피